# Nothobranchius orthonotus
Nothobranchius orthonotus là một loài cá thuộc họ Aplocheilidae. Nó được tìm thấy ở Malawi, Mozambique, và Cộng hòa Nam Phi. Môi trường sống tự nhiên của chúng là intermittent đầm lầy nước ngọt. Nó bị đe dọa do mất môi trường sống.